# Brahmadzsála-szutta (théraváda)
A Brahmadzsála-szutta, vagy A nézetek mindent felölelő hálója a théraváda buddhizmushoz tartozó páli kánon részét képező Dígha-nikája 34 szuttája közül az első. A cím a „brahma” (tökéletes bölcsesség) és a „dzsála” (minden nézetet magábafoglaló háló). A szutta további elnevezései: Atthadzsála (A lényeg hálója), Dhammadzsála, (A Dharma hálója), Ditthidzsála (Nézetek hálója), Anuttara-szangama Vidzsaja (Összehasonlíthatatlan csata győzelem).
A szuttának két fő témája van:
- Az első fő téma a különböző fogadalmak kifejtése: „Az erényekről szóló rövid fejezet” (Csula-síla), „Az erényről szóló középső fejezet” (Maddzshima-siía), és „Az erényről szóló hosszú fejezet” (Mahá-síla). Az első a világi gyakorlók tíz fogadalmát tárgyalja, a második az életmóddal kapcsolatos fogadalmakat, a harmadik pedig a megélhetés mikéntjét magyarázza.
- A szutta másik nagy témája a tévhitek felsorolása – összesen 62 (ditthi) –, amelyek közül 18 hit kapcsolatos a múlttal és 44 a jövővel.

A tévhiteket, vagy téves világnézeteket részletesen jellemzi, elmagyarázva, hogy az egyes tévhitek hogyan keletkeznek és hogyan működnek. Buddha óva int a hitekhez való ragaszkodás veszélyeitől, ugyanis azokat a vágy (lobha), a gyűlölet (dósza) és a nem-tudás (aviddzsa) hajtja. Ezen hitek követőit egy tóban úszkáló kis halhoz hasonlítja Buddha, amelyből nincs menekvés, mindenképpen kifogják őket a finom hálóval, ami a szanszárát, a létkereket jelképezi.

## Bevezető rész
A szutta elején Buddha a tanítványaival Radzsagaha városból tart Nálandába. Ugyanekkor egy Szuppija nevű brahmin is ugyanerre utazik fiatal tanítványával, Brahmadattával. Szuppija inzultálólag szólt Buddhával, a tanítványaival és a tanításaival kapcsolatban. Brahmadatta azonban éltette Buddhát, a dhammát és a szanghát. Addig vitatkoztak, míg elértek a király palotájába Ambalatthikába.
A párbeszédet halló szerzetesek a következő reggelen megvitatták a mester és tanítványa konfliktusának természetét. Miután Buddha is megérkezett megkérdezte a tanítványaitól, hogy miről beszélgetnek, és miután elmesélték neki Buddha a következőket mondta: 
|  | „Nos, bhikkhuk, ha mások szidalmaznak engem, szidalmazzák a Dhammát, vagy szidalmazzák a Sanghát, nem szabad, hogy szívetekben teret engedjetek a neheztelésnek, a nemtetszésnek, vagy az ellenük irányuló gyűlöletnek. Ha ugyanis ilyen helyzetben megharagudnátok, vagy felizgatnátok magatokat, csak saját magatok számára állítanátok akadályt. Ha megharagudnátok, vagy felizgatnátok magatokat, amikor mások szidalmaznak bennünket, vajon képesek lennétek-e felismerni, hogy állításaik igazak-e, vagy hamisak?" "Ha pedig, bhikkhuk, mások dicsérnek engem, dicsérik a Dhammát, vagy dicsérik a Sanghát, nem szabad, hogy szívetekben teret engedjetek a diadalmámornak, az örvendezésnek és az ujjongásnak. Ha ugyanis ilyen helyzetben diadalmámor, örvendezés és ujjongás töltene el benneteket, csak a saját magatok számára állítanátok akadályt. Ha mások dicsérnek engem, dicsérik a Dhammát, vagy dicsérik a Sanghát, akkor ami tény, azt egyszerűen tényként kell tudomásul venni, a következő módon szólva: ‘Ilyen és ilyen okból ez tény, ez igaz, valóban jellemző ránk az ilyesmi, valóban található közöttünk ilyesmi.” |
|  | |

## Fogadalmak
A szutta első részében Buddha kifejti, hogy mi miatt éltetik őt illetve a közösségét, illetve, hogy miért tekintik őket érdemesnek:

### Csula Síla
- 1. ne pusztítsd el mások életét
- 2. ne vedd el, amit nem adtak
- 3. tartózkodj a bódító szerek használatától
- 4. ne paráználkodj
- 5. ne hazudj
- 6. csak az igazat mond, légy szavahihető, megbízható
- 7. tartózkodj a fecsegéstől
- 8. az emberek között segítsd a harmóniát és ne szíts viszályt
- 9. ne használj durva szavakat
- 10. illendően beszélj, pontosan, jól megválasztott szavakkal, ne pletykálj
- 11. megfelelő időben vitasd meg a tanításokat és a vinajával kapcsolatos ügyeket
- 12. érthető és tiszta módon érvelj

### Maddzshima Síla
- 13. tartózkodj a magok és a növényi élet károsításától, csalástól, kereskedelemtől, rabszolgaságtól, csalástól, bűncselekményektől
- 14. tartózkodj az ételek, italok, ruhák, parfümök, fűszerek és egyéb házi dolgok felhalmozásától
- 15. Naponta egyszer táplálkozz
- 16. Ne vegyél részt zenés-táncos rendezvényeken, előadásokon
- 17. Ne játssz táblás játékokat, szójátékokat és hasonlókat
- 18. Tartózkodj a luxuscikkektől
- 19. Ne használj kozmetikai szereket és előkelő ruhákat
- 20. Ne tárgyalj ki embereket, politikusokat, bűnözőket, ételeket, ruhákat, városokat, csatákat, stb.
- 21. Ne vádaskodj és ne heccelj másokat
- 22. ne légy politikusok hírnöke
- 23. ne verd át a világi embereket varázslással, ördögűzéssel, jövendöléssel, szent emberként recitálj mantrákat

### Maha Síla
- 24. ne szerezz pénzt jövendöléssel, jóslással, tisztánlátással, ördögűzéssel, varázslással, hamis gyógyfüvekkel, mágikus gyógyítással, ne nyerészkedj

## A multtal kapcsolatos 18 tévhit
A második részben Buddha elmagyarázza a korabeli India aszkétáinak fő világnézeteit. A következőképpen kezdi: "Vannak, bhikkhuk, más dhammák, amelyek mélyek, nehezen megláthatók, nehezen megérthetők, csendesek és fenségesek, túl vannak a racionális gondolkodás körén, és csak a bölcs számára megragadhatók; dhammák, amelyeket a Tathāgata ad elő másoknak, miután a maga számára közvetlen tudással realizálta őket; és ezek azok, amelyekre a valóságnak megfelelően hivatkozhatna az, aki okkal dicsérné a Tathāgatát. És melyek ezek a dhammák?"

### Eternalista nézet
Az eternalizmus a szuttában a múltra vonatkozó világnézet, amely szerint a világegyetem (loka) és a lélek (avagy az én (attha) örök. A világ nem teremt új lelkeket, hanem a lelkek újjászületések és halálok örök körforgását élik, különböző neveken, helyeken és időkben. Buddha szerint 18 fajta eternalista nézet létezik, amelyek ebből a fenti négy okból indulnak ki. 
Az eternalista világnézetnek négy oka lehet:
1. a remete vagy brahmin a szellemi összpontosítás olyan fokára jut el, hogy képes felidézni akár sok százezer születését is az elmúlt életeiből.
2. a remete vagy brahmin a szellemi összpontosítás olyan fokára jut el, hogy képes felidézni akár 10 világkorszakot (kalpa) is a múltból.
3. a remete vagy brahmin a szellemi összpontosítás olyan fokára jut el, hogy képes felidézni akár 40 világkorszakot is a múltból. (Az első három esetben a remete képes volt emlékezni, hogy „...akkor ez volt a nevem, ilyen törzsbe tartoztam, ilyen volt a megjelenésem; ilyen volt a táplálékom, ilyen volt az öröm- és fájdalomtapasztalásom, ilyen volt az élettartamom. Onnan elmúlva, amott létesültem újra. Ott pedig ez volt a nevem...”. Ebből pedig arra következtet, hogy a lélek végtelen, a világegyetem pedig rendíthetetlen és terméketlen.)
4. a remete vagy brahmin racionalista módon, okfejtésből kovácsolja ki, vizsgálódásaiból vezeti le, saját gondolatmenete szerint fogalmazza meg nézeteit.

### Félig eternalista nézet
A félig eternalista nézet szintén a múltra épül, amely szerint bizonyos dolgok örökkévalók, más dolgok viszont nem örökkévalók. Ez a világnézet is négyféleképpen alakulhat ki:
1. Buddha arról az időről mesél, amikor a Föld és a jelenlegi világegyetem még nem alakult ki. Az összehúzódott és felbomlott térben az érző lények többsége forma nélkül, sugárzó fényként élt az Ábhasszara világban. Nagyon hosszú idő után a világ ismét elkezdett kiterjedni, majd egy lény (két lehetséges ok valamelyike következtében) elmúlik az Ábhasszara síkról. Azután nagyon hosszú ideig él egyedül egy új birodalomban. Végül már olyan hosszú ideig tartózkodik ott egyedül, hogy kielégületlenség és izgatottság alakul ki benne, hogy: „Ó, bárcsak más lények is lennének ezen a helyen!” Abban a pillanatban más lények is elmúlnak az Ābhasszara síkról. Az a lény, aki elsőként létesült az új síkra úgy vélekedik, hogy csakis ő lehet az Isten, a világ teremtője, a Mindenható, aki a többi lényt is teremtette. A lények pedig, akik őutána létesültek ott újjá, szintén azt gondolják, hogy ő az Isten a világ teremtője, a Mindenható, aki őket is teremtette. Ezután eljön az idő, hogy egy bizonyos lény ebbe a világba születik újjá, és a szellemi összpontosítás olyan fokára jut el, hogy képes felidézni előző életét, de korábbit nem. Arra a következtetésre jut, hogy az Isten a teremtője, aki állandó és örökkévaló, nincs kitéve változásnak. Mi viszont, akik erre a világra születtünk mulandóak és változékonyak vagyunk, és pusztulásra vagyunk ítélve.
2. A második esetben Buddha azokról az lényekről mesél, akik egykor Khiddapadosika istenségek voltak, és túl sokat játszottak és túlságosan csak az élet élvezetével foglalkoztak, így elfelejtettek táplálkozni és elmúltak arról a létsíkról. Mikor újjászülettek és a szellemi összpontosítás olyan fokára jutottak el, hogy képesek voltak felidézni közvetlenül megelőző életüket, de korábbit nem, olyasmi következtetésre jutottak, hogy elveszítették isten kegyelmét, mert bűnöztek előző életükben és ezután bűnhődniük kell. Azt gondolják, hogy más istenek örökök, de ők nem.
3. A harmadik eternalista nézet a Manopadosika istenektől származik, akik mindig irigykedtek más istenekre. Ez az irigység okozta betegség következtében múltak el a létsíkjukról. Mikor újjászülettek és a szellemi összpontosítás olyan fokára jutottak el, hogy képesek voltak felidézni közvetlenül megelőző életüket, de korábbit nem, olyasmi következtetésre jutottak, hogy elveszítették isten kegyelmét, mert bűnöztek előző életükben és ezután bűnhődniük kell. Azt gondolják, hogy más istenek örökök, de ők nem.
4. A negyedik nézet logikára és érvelésre épül: a szem, a fül, az orr, a nyelv és a test mulandó, nem tartós, nem örökkévaló, azonban a tudat (csitta) állandó, szilárd, örökkévaló, nincs kitéve változásnak, s ugyanaz marad, mint maga az örökkévalóság.

### A világegyetemmel kapcsolatos nézetek
A világegyetem végességére illetve végtelenségére vonatkozó nézetek:
1. A világegyetem végtelen
2. A világegyetemnek van vége
3. A világegyetem vertikálisan véges, ám horizontálisan végtelen
4. A világegyetem sem véges, sem végtelen

A fenti nézeteknek két oka lehet:
- a remete vagy brahmin a szellemi összpontosítás olyan fokára jut el, hogy az ilyen módon összpontosított tudata segítségével a világot végesnek vagy végtelennek látja (1-3.).
- van olyan, aki okfejtésből kovácsolja ki, vizsgálódásaiból vezeti le, saját gondolatmenete szerint fogalmazza meg nézeteit (4.).

### A vég nélküli csűrés-csavarás tanai
Buddha szerint a tanait hallva mások négyféleképpen csűrhetik és csavarhatják a logikát:
1. Félnek tőle vagy restellik ha állításuk hamisnak bizonyul.
2. Félnek tőle vagy restellik a ragaszkodás kellemetlenségét.
3. Félnek tőle vagy restellik a vitát.
4. Félnek tőle vagy restellik bevallani ostobaságukat.

Például a következőképpen vélekedik e nézőpont képviselője:
„Amennyiben azt kérdezed tőlem, van-e túlvilág – nos, ha azt gondolnám, hogy van túlvilág, akkor azt mondanám, hogy van. Azonban nem egészen így gondolom, nem is pont úgy, s nem is valamilyen más módon képzelem el. Nem állítom azt, hogy nincs, de azt sem mondanám, hogy sem nem van, sem nem nincs.”

### A véletlen keletkezés tanai
Az okozatiság tagadása, a non-kauzalitás lényege, hogy e nézet szerint a világegyetem és a lelkek csupán véletlenszerűen, minden ok nélkül formálódnak.
Ez a nézet kétféleképpen alakulhat ki:
- 1. A „nem–észlelő lényeknek” (assannasatta) nevezett isteneknek csupán testük volt, de mentális akaratuk nem. A mentális akarat hiánya az elnyomott gondolatok eredménye volt, nem pedig a gondolatok teljes hiánya. Amikor észlelés keletkezett bennük, elmúltak az isteni létsíkról. Miután újjászületett és remeteségbe távozott, képes volt felidézni előző életét, de korábbit nem. Arra a következtetésre jut, hogy korábban nem létezett, most viszont létezik. A világ tehát véletlenszerűen keletkezett.
- 2. Mások logika és gondolkozás révén jutottak arra a következtetésre, hogy a világegyetem és a lélek minden okságot nélkülöz, teljesen véletlenszerű.

### Konklúzió
Buddha a következőképpen indokolja meg a korábban elhangzottakat:
|  | „A Tathāgata érti ezt, bhikkhuk. És érti, hogy: ‘Ezek az álláspontok így lettek felvéve, ilymódon lettek félreértve, ilyen és ilyen jövőbeli következményekkel járnak, ilyen és ilyen túlvilági állapotot eredményeznek.’ Sőt azt is érti, ami mindezeket meghaladja, s e megértését mégsem érti félre. És mivel mentes a félreértéstől, önmagában realizálta a tökéletes nyugalom és béke állapotát. Megértvén az érzések keletkezését és elmúlását, az általuk nyújtott kielégülést, nem-kielégítő voltukat és a tőlük való menekülést, úgy, ahogy azok valójában vannak, a Tathāgata, bhikkhuk, a nem-kötődés révén megszabadult.” |
|  | |

## A jövővel kapcsolatos 44 tévhit
Buddha azzal folytatja, hogy egyes remeték a világnézetüket a jövőre alapozva alakították ki. Ők a következőképpen vélekedhetnek:

### A megismerő halhatatlanság tanai
- A. Azt állítják: ’Az én a halál után változhatatlan, megismerő és:
  - anyagi
  - nem-anyagi
  - egyszerre anyagi és nem-anyagi
  - sem anyagi, sem nem-anyagi
  - véges
  - végtelen
  - véges is, meg végtelen is
  - sem nem véges, sem nem végtelen
  - egységes megismerésű
  - sokféle megismerésű
  - korlátolt megismerésű
  - határtalan megismerésű
  - kizárólag boldog
  - kizárólag szenvedő
  - boldog is, meg szenvedő is
  - sem nem boldog, sem nem szenvedő’
- B. Azt állítják: ’Az én a halál után változhatatlan, nem-megismerő és:
  - anyagi
  - nem-anyagi
  - egyszerre anyagi és nem-anyagi
  - sem anyagi, sem nem-anyagi
  - véges
  - végtelen
  - véges is, meg végtelen is
  - sem nem véges, sem nem végtelen’
- C. Azt állítják: ’Az én a halál után változhatatlan, sem megismerő, sem nem-megismerő és:
  - anyagi
  - nem-anyagi
  - egyszerre anyagi és nem-anyagi
  - sem anyagi, sem nem-anyagi
  - véges
  - végtelen
  - véges is, meg végtelen is
  - sem nem véges, sem nem végtelen’

### Megsemmisülési tanok
Eszerint a nézet szerint a létező lények megsemmisülnek, elpusztulnak, nem-létesülnek tovább. Ez a nézet hétféle alapon történhet:
- 1. Az én-nek anyagi formája van, a négy elsődleges elemből tevődik össze, s apától és anyától származik. Minthogy ez az én a test felbomlásával elpusztul és megsemmisül, és nem létezik tovább a halál után, ezen a ponton az én-nek teljesen meg kell semmisülnie.
- 2. Az én nem az előbb említett ponton semmisül meg teljesen. Az érzéki szférához tartozó, isteni formával bíró én később semmisül meg teljesen, de megsemmisül halál után.
- 3. Az én nem az előbb említett ponton semmisül meg teljesen. A Brahma istenekhez tartozó, isteni formával bíró én később semmisül meg teljesen, de megsemmisül halál után.
- 4. Az én nem az előbb említett ponton semmisül meg teljesen. A végtelen tér érzékelési alapjához tartozik, isteni formával bíró én később semmisül meg teljesen, de megsemmisül halál után.
- 5. Az én nem az előbb említett ponton semmisül meg teljesen. A végtelen tér érzékelését elérő én később semmisül meg teljesen, de megsemmisül halál után.
- 6. Az én nem az előbb említett ponton semmisül meg teljesen. A semmi érzékelését elérő én később semmisül meg teljesen, de megsemmisül halál után.
- 7. Az én nem az előbb említett ponton semmisül meg teljesen. A sem érzékelés, sem nem érzékelés érzetét elérő én később semmisül meg teljesen, de megsemmisül halál után.

### A nirvána itt–és-most tanai
Eszerint a világnézet szerint a nirvána (nibbána) elérhető itt-és-most, öt különböző módon:
- 1. amikor az én ki van elégítve az érzéki örömök öt fonalával, dőzsölve azokban – ezen a ponton az én eléri a legmagasabb nirvánát itt–és-most.
- 2. az előző nézőpontot nem tagadja, de eszerint nem ott jön el a nirvána, hanem az első dhjánába való belépéskor.
- 3. az előző nézőpontot nem tagadja, de eszerint nem ott jön el a nirvána, hanem az második dhjánába való belépéskor.
- 4. az előző nézőpontot nem tagadja, de eszerint nem ott jön el a nirvána, hanem az harmadik dhjánába való belépéskor.
- 5. az előző nézőpontot nem tagadja, de eszerint nem ott jön el a nirvána, hanem az negyedik dhjánába való belépéskor.

## Konklúzió
|  | „E negyvennégyféle alapon lehetséges, bhikkhuk, hogy azok a remeték és brahminok, akik jövőről-spekulálók, akiknek megrögzött nézeteik vannak a jövőt illetően, különféle konceptuális tételeket állítsanak fel a jövő vonatkozásában. Bárki is legyen az a remete, vagy brahmin, aki a jövőről spekulál, akinek megrögzött nézetei vannak a jövőt illetően és különféle konceptuális tételeket állít fel a jövő vonatkozásában, csak e negyvennégyféle alapon, vagy ezek valamelyikéből kiindulva teheti azt. Ezeken kívül nincsen más.” |
|  | |